# Tiarno di Sopra
Tiarno di Sopra è un municipio di 1032 abitanti del comune di Ledro in provincia di Trento.
Fino al 31 dicembre 2009 ha costituito un comune autonomo. Faceva parte, assieme agli ex comuni di Bezzecca, Concei, Molina di Ledro, Pieve di Ledro e Tiarno di Sotto dell'Unione dei Comuni della Valle di Ledro, i cui comuni sono confluiti dal 1º gennaio 2010 nel comune di Ledro.

## Storia

### Simboli

Vecchio stemma comunale

Lo stemma del comune era stato approvato con D.G.P. del 9 marzo 1979.
Il gonfalone era un drappo di bianco.

## Monumenti e luoghi d'interesse
- Chiesa dei Santi Pietro e Paolo.

## Società

### Evoluzione demografica
Abitanti censiti

## Economia

### Artigianato
Nel settore dell'artigianato è ancora diffusa e rinomata l'antica lavorazione del legno finalizzata alla realizzazione di mobili e arredamenti.